# Puchar Australii i Oceanii w snowboardzie 2018
Puchar Australii i Oceanii w snowboardzie w sezonie 2018 to kolejna edycja tej imprezy. Cykl ten rozpoczął się 1 sierpnia 2018 roku w australijskim Mount Hotham w zawodach snowcross'u. Zmagania zakończyły się 5 września (pierwotnie 6 września) tego samego roku, również w australijskim Mount Hotham zawodami snowcross'u. 
Łącznie zostało rozegranych 5 zawodów, zarówno dla kobiet jak i dla mężczyzn, z 6 planowanych.

## Konkurencje
- SX = snowcross
- SS = slopestyle
- HP = halfpipe

## Kalendarz i wyniki Pucharu Australii i Oceanii

### Mężczyźni
| Lp | Data             | Miejscowość  | Dyscyplina | 1. Miejsce   | 2. Miejsce     | 3. Miejsce     |
| -- | ---------------- | ------------ | ---------- | ------------ | -------------- | -------------- |
| 1. | 1 sierpnia 2018  | Mount Hotham | SX         | Alex Pullin  | Cameron Bolton | Adam Dickson   |
| 2. | 15 sierpnia 2018 | Cardrona     | SS         | Ryō Aizawa   | Lee Min-sik    | Yuto Yamada    |
| 3. | 16 sierpnia 2018 | Cardrona     | HP         | Lee Kwang-ki | Kweon Lee-jun  | Lee Joon-sik   |
| 4. | 4 września 2018  | Mount Hotham | SX         | Paul Berg    | Adam Lambert   | Cameron Bolton |
| 5. | 5 września 2018  | Mount Hotham | SX         | Alex Pullin  | Paul Berg      | Adam Dickson   |
| —  | 6 września 2018  | Mount Hotham | SX         | Odwołano     | Odwołano       | Odwołano       |

### Klasyfikacje
| Lp. | Zawodnik         | Punkty |
| --- | ---------------- | ------ |
| 1.  | Alex Pullin      | 1250   |
| 2.  | Paul Berg        | 900    |
| 2.  | Adam Lambert     | 900    |
| 4.  | Adam Dickson     | 825    |
| 5.  | Cameron Bolton   | 700    |
| 6.  | Finn Sadler      | 515    |
| 7.  | Christof Maurer  | 445    |
| 8.  | Henry Baff       | 415    |
| 9.  | Yoshiki Takahara | 405    |
| 10. | Carter Mills     | 400    |

| Lp. | Zawodnik           | Punkty |
| --- | ------------------ | ------ |
| 1.  | Ryō Aizawa         | 500    |
| 2.  | Lee Min-sik        | 400    |
| 3.  | Yuto Yamada        | 300    |
| 4.  | Yang Wenlong       | 250    |
| 5.  | Rakai Tait         | 225    |
| 6.  | Hiroaki Kunitake   | 200    |
| 7.  | Rory Johns         | 180    |
| 8.  | Lee Hyun-jun       | 160    |
| 9.  | Federico Chiaradio | 145    |
| 10. | Lee Kwang-ki       | 130    |

| Lp. | Zawodnik          | Punkty |
| --- | ----------------- | ------ |
| 1.  | Lee Kwang-ki      | 500    |
| 2.  | Kweon Lee-jun     | 400    |
| 3.  | Lee Joon-sik      | 300    |
| 4.  | Cho Hyeon-min     | 250    |
| 5.  | Zephyr Lovelock   | 225    |
| 6.  | Kim Kang-san      | 200    |
| 7.  | Fletcher Craig    | 180    |
| 8.  | Valtteri Kautonen | 160    |
| 9.  | Daniel Bohinc     | 145    |

### Kobiety
| Lp | Data             | Miejscowość  | Dyscyplina | 1. Miejsce   | 2. Miejsce    | 3. Miejsce    |
| -- | ---------------- | ------------ | ---------- | ------------ | ------------- | ------------- |
| 1. | 1 sierpnia 2018  | Mount Hotham | SX         | Emily Boyce  | Josie Baff    | Georgia Crisp |
| 2. | 15 sierpnia 2018 | Cardrona     | SS         | Rina Yoshika | Maria Hidalgo | Mao Aizawa    |
| 3. | 16 sierpnia 2018 | Cardrona     | HP         | Lee Min-ju   | Lee Na-yoon   | –             |
| 4. | 4 września 2018  | Mount Hotham | SX         | Emily Boyce  | Georgia Crisp | Yuka Nakamura |
| 5. | 5 września 2018  | Mount Hotham | SX         | Emily Boyce  | Georgia Crisp | Yuka Nakamura |
| —  | 6 września 2018  | Mount Hotham | SX         | Odwołano     | Odwołano      | Odwołano      |

### Klasyfikacje
| Lp. | Zawodniczka       | Punkty |
| --- | ----------------- | ------ |
| 1.  | Emily Boyce       | 1500   |
| 2.  | Georgia Crisp     | 1100   |
| 3.  | Jessica Dickson   | 675    |
| 4.  | Christina Taylor  | 620    |
| 5.  | Yuka Nakamura     | 600    |
| 6.  | Amber Essex       | 505    |
| 7.  | Charlotte Batten  | 490    |
| 8.  | Courtney Bartlett | 445    |
| 9.  | Karen Fujita      | 430    |
| 10. | Sienna Doolan     | 420    |

| Lp. | Zawodniczka   | Punkty |
| --- | ------------- | ------ |
| 1.  | Rina Yoshika  | 500    |
| 2.  | Maria Hidalgo | 400    |
| 3.  | Mao Aizawa    | 300    |
| 4.  | Ren Ziyan     | 250    |
| 5.  | Li Dongyu     | 225    |
| 6.  | Zhang Tong    | 200    |
| 7.  | Liu Kaiting   | 160    |

| Lp. | Zawodniczka | Punkty |
| --- | ----------- | ------ |
| 1.  | Lee Min-ju  | 500    |
| 2.  | Lee Na-yoon | 400    |